# Lusiuxta floreni
Lusiuxta floreni là một loài tò vò trong họ Ichneumonidae.